# Claudia Riegler (sciatrice)
Claudia Alice Riegler (Ebenau, 16 luglio 1976) è un'ex sciatrice alpina neozelandese.
Fu una delle prime atlete del suo Paese a ottenere buoni risultati in Coppa del Mondo: in attività tra gli anni 1990 e l'inizio del decennio successivo, fu in grado di aggiudicarsi quattro slalom speciali nel massimo circuito internazionale.
È moglie del francese Antoine Dénériaz, a sua volta sciatore alpino.

## Biografia
Slalomista pura che, seppur nata in un paese del Salisburghese (in Austria), gareggiò sempre per la Nuova Zelanda, la Riegler debuttò in campo internazionale partecipando, non ancora sedicenne, ai XVII Giochi olimpici invernali di Lillehammer 1994, senza concludere la prova. In Coppa del Mondo esordì il 20 dicembre 1994 a Méribel, senza concludere la prima manche; colse il primo podio il 7 gennaio 1996 a Maribor (3ª) e la prima vittoria il 28 gennaio successivo a Saint-Gervais-les-Bains. Il mese dopo esordì ai Campionati mondiali e nella rassegna della Sierra Nevada ottenne quello che sarebbe rimasto il suo miglior piazzamento iridato: 4ª a 9 centesimi di distacco dal tempo marcato dalla vincitrice della medaglia di bronzo, Urška Hrovat. Il 6 marzo seguente colse inoltre la sua prima vittoria in Coppa Europa, a Champoluc.
La stagione 1996-1997 fu la sua migliore in Coppa del Mondo: grazie anche a tre vittorie (tra le quali l'ultima della sua carriera, il 2 febbraio a Laax) ottenne il 13º posto nella classifica generale e il 2º in quella della Coppa del Mondo di slalom speciale, sebbene staccata dalla vincitrice Pernilla Wiberg di 352 punti. Ai Mondiali di Sestriere 1997 invece non completò la prova, così come ai successivi XVIII Giochi olimpici invernali di Nagano 1998, ai Mondiali di Vail/Beaver Creek 1999 e a quelli di Sankt Anton am Arlberg 2001.
Ai XIX Giochi olimpici invernali di Salt Lake City 2002, sua ultima presenza olimpica, fu 11ª. Nella sua ultima stagione agonistica, 2002-2003, ottenne ancora un podio in Coppa del Mondo, il 22 dicembre a Lenzerheide (3ª), e partecipò ai Mondiali di Sankt Moritz (16ª); la sua ultima gara di Coppa del Mondo fu lo slalom speciale di Lillehammer del 15 marzo, nel quale non completò la prima manche, e la sua ultima gara in carriera fu uno slalom speciale FIS disputato il 12 aprile a Lindvallen e chiuso dalla Riegler al 51º posto.

## Palmarès

### Coppa del Mondo
- Miglior piazzamento in classifica generale: 13ª nel 1997
- 8 podi (tutti in slalom speciale):
  - 4 vittorie
  - 4 terzi posti

#### Coppa del Mondo - vittorie
| Data             | Località                | Paese       | Specialità |
| ---------------- | ----------------------- | ----------- | ---------- |
| 28 gennaio 1996  | Saint-Gervais-les-Bains | Francia     | SL         |
| 23 novembre 1996 | Park City               | Stati Uniti | SL         |
| 21 dicembre 1996 | Crans-Montana           | Svizzera    | SL         |
| 2 febbraio 1997  | Laax                    | Svizzera    | SL         |

Legenda:

SL = slalom speciale

### Coppa Europa
- 5 podi (tutti in slalom speciale; dati dalla stagione 1994-1995):
  - 3 vittorie
  - 2 terzi posti

#### Coppa Europa - vittorie
| Data            | Località     | Paese   | Specialità |
| --------------- | ------------ | ------- | ---------- |
| 6 marzo 1996    | Champoluc    | Italia  | SL         |
| 6 dicembre 2000 | Bardonecchia | Italia  | SL         |
| 19 gennaio 2001 | Elbigenalp   | Austria | SL         |

Legenda:

SL = slalom speciale

### Nor-Am Cup
- Miglior piazzamento in classifica generale: 41ª nel 2001
- 1 podio (dati dalla stagione 1994-1995):
  - 1 terzo posto

### Australia New Zealand Cup
- Miglior piazzamento in classifica generale: 5ª nel 2001
- 3 podi (dati dalla stagione 1994-1995):
  - 2 vittorie
  - 1 secondo posto

#### Australia New Zealand Cup - vittorie
| Data              | Località  | Paese         | Specialità |
| ----------------- | --------- | ------------- | ---------- |
| 12 settembre 2000 | Whakapapa | Nuova Zelanda | GS         |
| 13 settembre 2000 | Whakapapa | Nuova Zelanda | SL         |

Legenda:

GS = slalom gigante

SL = slalom speciale

### Campionati neozelandesi
- 7 medaglie[3]:
  - 7 ori (slalom gigante, slalom speciale nel 1996; slalom gigante, slalom speciale nel 1998; slalom gigante nel 1999; slalom speciale nel 2000; slalom gigante nel 2001)